# سوسک‌های گردن‌دندانه‌ای قارچ
سوسک‌های گردن‌دندانه‌ای قارچ (نام علمی: Derodontidae) نام یک تیره از فروراسته مته‌سوسک‌ریختان است.